# Gotvendia dispar
Gotvendia dispar är en insektsart som beskrevs av Bolívar, I. 1927. Gotvendia dispar ingår i släktet Gotvendia och familjen Mogoplistidae. Inga underarter finns listade i Catalogue of Life.